# Sarfaqīhābād
Sarfaqīhābād (persiska: سرفقيه آباد) är en ort i Iran.   Den ligger i provinsen Mazandaran, i den norra delen av landet, 120 km norr om huvudstaden Teheran. Antalet invånare är 546.
Terrängen runt Sarfaqīhābād är varierad. Runt Sarfaqīhābād är det ganska tätbefolkat, med 116 invånare per kvadratkilometer. Närmaste större samhälle är Tonekābon, 19,0 km nordväst om Sarfaqīhābād. I omgivningarna runt Sarfaqīhābād växer i huvudsak blandskog.